# وقف الملك عبد العزيز للعين العزيزية
وقف الملك عبد العزيز للعين العزيزية، هو هبة مؤسس المملكة العربية السعودية الملك عبد العزيز آل سعود لأهالي جدة لتزويدهم بالماء، بعد توقف أداء الكنداسة العثمانية. 

## تاريخ الإنشاء
أنشئت العين العزيزية في العام 1367هـ بأمر من الملك عبد العزيز لجلب الماء من شرق محافظة خليص ووادي فاطمة إلى جدة، وذلك بعد توقف أداء جهاز التقطير (الكنداسة) الذي أنشأته الدولة العثمانية في العام 1325هـ، واستمرت مصدرا وحيدا لسقيا أهل جدة حتى إنشاء محطة التحلية في العام 1389هـ التي أصبحت رديفا للعين في الإنتاج المائي، وكان الملك عبد العزيز قد أمر بتخصيص أوقاف للعين وتأمين موارد كافية لها، لضمان استمرارها واستغلال جزء من إيراداتها في الأعمال الخيرية.